# Isonychus vestitus
Isonychus vestitus är en skalbaggsart som beskrevs av François Louis Nompar de Caumont de Laporte 1840. Isonychus vestitus ingår i släktet Isonychus och familjen Melolonthidae. Inga underarter finns listade i Catalogue of Life.